# Gli altri siamo noi
Gli altri siamo noi è il decimo album in studio di Umberto Tozzi, pubblicato nel 1991, a margine della sua seconda avventura sanremese.

## Descrizione
Il brano Gli altri siamo noi affronta temi come il razzismo e la difficile integrazione degli extracomunitari in Italia.
La canzone ha vinto il premio Recanati per la frase: "i muri vanno giù al soffio di un'idea, Allah come Gesù in Chiesa o dentro una Moschea".
Il singolo estivo è Gli innamorati. Al videoclip partecipa un giovanissimo Claudio Santamaria.
A seguito della separazione artistica tra Bigazzi e Tozzi, avvenuta durante la lavorazione di questo album, viene deciso di includere tre canzoni inedite composte in anni precedenti: Presto io e te, Ciao Lulù e L'amore è quando non c'è più.
Presto io e te fu composto per il cantante Juan Camacho, con il titolo Tu Y Yo, pubblicato in Spagna nel 1979 (retro: Me Falta - traduzione di Mi Manca, brano edito nell'album Donna Amante Mia).
Ciao Lulù risale, nella stesura, ai tempi dell'album Gloria, dal quale fu escluso.
Il brano L'amore è quando non c'è più era stato inciso in origine dal batterista triestino Euro Cristiani nel 1979 su un 45 giri prodotto dallo stesso Tozzi.
Il disco ha venduto oltre 650 000 copie.

### Partecipazione a Sanremo
Tozzi nello stesso anno partecipa al Festival di Sanremo con il brano Gli altri siamo noi, arrivando quarto e uscendo come vincitore morale della rassegna musicale.

## Videoclip
Dall'album sono stati tratti due videoclip:
1. Gli altri siamo noi
2. Gli innamorati

## Tracce
Testi di Giancarlo Bigazzi e musiche di Umberto Tozzi.
1. Gli altri siamo noi
2. Un fiume dentro il mare
3. La strada del ritorno
4. Io cerco me
5. Gli innamorati
6. Presto io e te
7. Ciao Lulù
8. L'amore è quando non c'è più

## Formazione
- Umberto Tozzi – voce
- Mario Manzani – chitarra elettrica, programmazione, pianoforte, organo Hammond
- Cesare Chiodo – basso
- Massimo Pacciani – batteria, percussioni
- Marco Falagiani – tastiera, cori, pianoforte
- Massimo Barbieri – programmazione
- Stefano Allegra – basso
- Riccardo Galardini – chitarra acustica
- Agostino Penna, Giuseppe Dati, Danilo Amerio, Ermanna Bacciglieri, Francesca Balestracci, Leonardo Abbate, Massimo Rastrelli – cori

## Classifiche

### Classifiche settimanali
| Classifica (1991) | Posizione massima |
| ----------------- | ----------------- |
| Europa            | 52                |
| Francia           | 21                |
| Italia            | 3                 |

### Classifiche di fine anno
| Classifica (1991) | Posizione |
| ----------------- | --------- |
| Italia            | 6         |
| Classifica (1992) | Posizione |
| Francia           | 86        |